# Ilmandu
Ilmandu este o arie protejată (arie specială de conservare — SAC, sit de importanță comunitară — SCI) din Estonia întinsă pe o suprafață de 169,3 ha, integral pe uscat.

## Localizare
Centrul sitului Ilmandu este situat la coordonatele 59°05′50″N 26°07′18″E / 59.0972°N 26.1216°E.

## Înființare
Situl Ilmandu a fost declarat sit de importanță comunitară în aprilie 2004 pentru a proteja 1 specie de plante. Situl a fost protejat și ca arie specială de conservare în septembrie 2005.

## Biodiversitate
Situată în ecoregiunea boreală, aria protejată conține 2 habitate naturale: Mlaștini alcaline, Păduri caducifoliate de mlaștină fino-scandinave.
La baza desemnării sitului se află o specie protejată de  plante: papucul doamnei (Cypripedium calceolus).